# Coronel Oviedo
Coronel Oviedo és una ciutat del Paraguai, capital del departament de Caaguazú. Es troba al centre oriental del país, a 132 km de la capìtal Asunción.

## Població
Al cens del 2002 Coronel Oviedo tenia 48.773 habitants (84.103 al districte).

## Clima
El clima és temperat. La temperatura mitjana és de 31° a l'estiu i de 0° durant l'hivern.

## Història
Va ser fundada el 7 d'octubre de 1758 com una parròquia amb el nom de Nuestra Señora del Rosario de Ajos pel governador Jaime de Sanjust. Deu la seva actual denominació a un heroi de la Guerra de la Triple Aliança, el coronel Florentín Oviedo. Durant l'època colonial va ser un important centre agrícola. El 1931 va ser promoguda a la categoria de districte.
El 1961 va tenir lloc al Paraguai la construcció d'una carretera que uneix Asunción amb Coronel Oviedo, fins a arribar a Ciudad del Este, per promoure la difusió de l'activitat agrícola. Aquest camí, el qual va rebre el nom de Marcha al Este (Marxa a l'Est) va facilitar la comunicació entre diferents zones del departament de Caaguazú.

## Economia
La vasta extensió territorial del Municipi, la fertilitat del sol i el clima favorable fan de Coronel Oviedo una ciutat de vocació agrícola i ramadera. Cal destacar també la producció d'hortalisses i fruïtes, especialment de la taronja i la maduixa.
La ciutat és coneguda com la "capital nacional del treball".